# Helena Petrovna Blavatská
Helena (či Jelena) Petrovna Blavatská, za svobodna Helena Petrovna von Hahn-Rottenstern, známá jako „Madame Blavatská“ (12. srpen, 1831, Jekatěrinoslav, Novorusko, Ruské impérium (dnes Dnipro na Ukrajině) – 8. květen 1891, Londýn, Velká Británie) byla významná osobnost duchovního života poloviny a konce 19. století a zakladatelka Theosofické společnosti.

## Motto
सत्यात् नास्ति परो धर्मः । (Žádná víra nepřevyšuje Pravdu) – heslo, pod kterým založila a vedla Theosofickou společnost.

## Biografie
Narodila se v Jekatěrinoslavi (nyní Dnipro) na území dnešní Ukrajiny jako dcera plukovníka (později generála) Petra Alexejeviče Gan (potomka meklenburského šlechtického rodu Hahn von Rottenstern-Hahn) a Heleny Andrejevny Fadějevové. Její matka byla spisovatelkou, jíž se přezdívalo „ruská George Sandová“; zemřela, když Heleně bylo sedm let. Její otec pobýval v armádě, proto byla poslána se svým bratrem na výchovu k babičce z matčiny strany Heleně Pavlovně Fadějevové, rozené kněžně Dolgorukovové. Babička byla slavná botanička. Jak babička, tak i matka byly pro H. P. Blavatskou silným vzorem a umožnily jí vyrůst v nekonformní osobnost. O H. P. Blavatskou se staralo služebnictvo, které věřilo v mnoho pověr starého Ruska a pravděpodobně ji už v raném věku podporovalo v její víře, že má nadpřirozené schopnosti. Údajně už od raného dětství se u ní projevily silné parapsychologické schopnosti, jež stále znepokojovaly rodinu a děsily pověrčivé služebnictvo. Byla náměsíčná a jasnovidná, svou přítomností často vyvolávala duchy zemřelých a v přírodě rozmlouvala se skřítky a rarášky. Lačně vyhledávala vyhlášené místní čaroděje, felčary a vesnické šamany. Ještě jí nebylo patnáct let, když objevila v knihovně svého pradědečka řadu knih o magii a alchymii.
Vdala se ve svých 17 letech dne 7. července 1849 za generála Nikifora Vasilijeviče Blavatského, staršího o 22 let. Podle jejího tvrzení nebylo jejich manželství nikdy konzumováno (tj. naplněno). Během několika měsíců svého manžela opustila, uprchla na lodi do Turecka. Jiné prameny tvrdí, že měla několik mimomanželských románků, otěhotněla a porodila postižené dítě jménem Jurij, kterého hluboce milovala. Sama později napsala, že Jurij bylo dítě jejích přátel. Zemřel v pěti letech a Blavatská se později vyjádřila, že tato událost vedla ke ztrátě její víry v Boha. Svému životopisci uvedla, že následující léta (1848 až 1858) strávila cestováním po světě. Prohlásila, že v této době navštívila mimo jiné Tibet, aby tu dva roky studovala pod vedením Mahátmů, pozdějšími sektami mylně uváděnými jako povznešení mistři.
Roku 1858 se na krátko vrátila do Ruska, brzy však opět odcestovala společně s italským operním zpěvákem Agardi Metrovičem. Při výbuchu na lodi směřující do Káhiry 1871 Agardi zahynul, i přes tuto tragickou událost se však Blavatská rozhodla pokračovala v cestě do Káhiry sama, kde založila Société Spirite (Duchovní společnost) pro okultismus spolu s Emmou Cuttingovou (později Emmou Coulombovou), ale krátce poté musela být společnost zrušena kvůli stížnostem zákazníků na její podvodné aktivity.

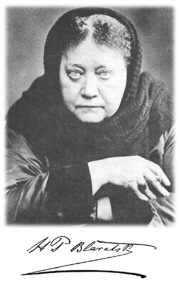
Portrét H. P. Blavatské s autogramem

Roku 1873 odcestovala do New Yorku. Jelikož na mnoho lidí udělala dojem svými údajnými psychickými schopnostmi, byla pobízena, aby pokračovala ve své okultní činnosti. Během své kariéry tvrdila, že je schopna provádět psychické schopnosti, která zahrnovaly božský (nebeský) zrak, vysílání vědomí z těla, telepatii, levitaci, božský (nebeský) sluch a materializaci, což znamenalo vytváření objektů z ničeho. Ačkoli o sobě tvrdila, že je mistrem těchto schopností, její zájem ležel v oblastí teorie a zákonů, podle kterých tyto schopnosti fungují, nikoliv v jejich předvádění.
Podruhé se vdala za Michaela C. Betanellyho dne 3. dubna 1875 v New Yorku; potvrdila, že ani toto manželství nefungovalo. Po několika měsících se od Betanellyho odloučila a jejich rozvod byl legalizován 25. května 1878. Dne 8. července se stala naturalizovaným občanem USA.
Před tím se roku 1874 setkala s Henry Steelem Olcottem, právníkem, odborníkem na zemědělství a novinářem, který se věnoval okultním jevům. Během svého pobytu v New Yorku spolu s Olcottem, irským právníkem W. Q. Judgem a dalšími založila v září 1875 Theosofickou společnost. Společnost byla moderním gnostickým hnutím konce 19. století, které se inspirovalo v hinduismu a buddhismu. H. P. Blavatská tvrdila, že všechna náboženství jsou pravdivá ve svém vnitřním (esoterickém) učení, ale chybná či nedokonalá ve své vnější (exoterické) konvenční podobě. Příčinou toho je, že nedokonalý člověk pochybil ve své snaze zpřístupnit ostatním božské vědění. Její tvrzení, že vnitřní (esoterické) duchovní vědění je v souladu s moderní vědou, může být považováno za první příklad toho, co dnes nazýváme New Age. Ve skutečnosti spousta badatelů je toho názoru, že velká část myšlenek New Age má svůj původ v názorech H. P. Blavatské.

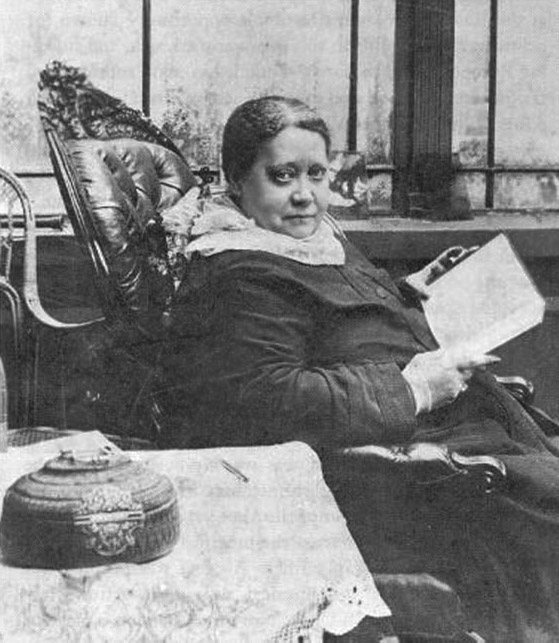
Helena Blavatská ke konci života

Roku 1882 se Theosofická společnost stala mezinárodní organizací, právě když v této době bylo přemístěno její sídlo do Adyaru (tamilsky: அடையார் - Aṭaiyār) nedaleko Madrásu v Indii.
Zde se spolu s Olcottem a ostatními věnovala práci pro Theosofickou společnost a pro znovuoživení dálnovýchodních nauk. Avšak později Blavatská odcestovala zpět do Evropy. Roku 1885 se na krátko vrátila do Indie kvůli nespravedlivému obvinění z podvodného předvádění nadpřirozených schopností manželi Coulombovými, kvůli této aféře jí ale Olcott poslal raději zpět do Evropy. V červenci 1890 H. P. Blavatská založila evropské sídlo Theosofické společnosti na londýnské adrese 19 Avenue Road v St. John’s Wood.
Její poslední slova týkající se jejího učení byla: „Udržte nepřerušenou linii (tj. duchovní)! Nedovolte, aby má poslední inkarnace byla omyl.“ Zemřela dne 8. května 1891, před smrtí nebyla schopna chodit a trpěla mnoha nemocemi jako srdeční chorobou, revmatismem, ledvinovými potížemi a komplikacemi s chřipkou, která se v Londýně šířila během tehdejší chřipkové epidemie. Její tělo bylo spáleno, třetina popela zůstala v Evropě, druhá třetina byla poslána Williemu Quanu Judgemu do USA a poslední třetina do Indie, kde byl její popel rozprášen do řeky Gangy. Osmý květen je slaven teosofy jako Den bílého lotosu.
Je nepochybné, že některá tvrzení H. P. Blavatské jsou sporná a mnozí lidé jsou vůči jejím názorům skeptičtí. Přesto je zřejmé, že se jednalo o nesmírně charismatickou osobnost, která za svého života inspirovala mnoho lidí. A dokonce i dnes má stále spoustu následovníků, pro které je velkým duchovním vzorem.

## Dílo
Její knižní dílo zahrnuje
- Odhalená Isis, hlavní klíč k mystériím starověké a moderní vědy a teologie (1877)
- Tajná nauka, syntéza věd, náboženství a filozofií (1888)
- Hlas ticha (1889)
- Klíč k teozofii (1889)

Je také autorkou mnoha článků, které byly sebrány v Sebraných spisech H. P. Blavatské. Tyto série mají 15 číslovaných dílů včetně indexu.

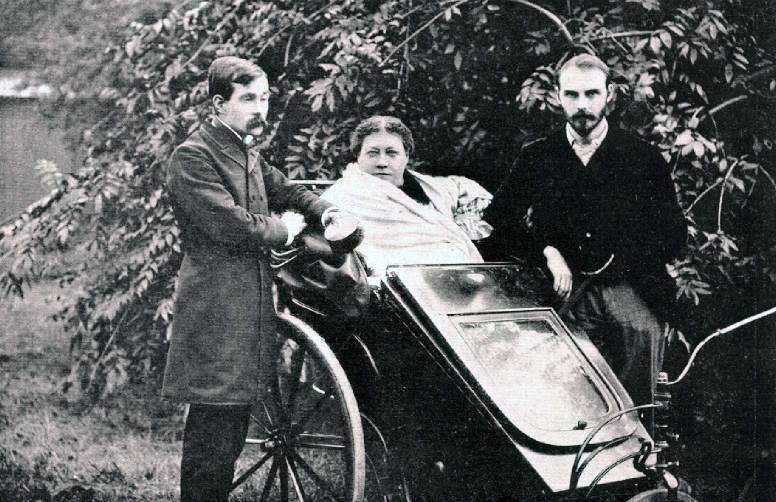
Helena Petrovna Blavatská krátce před svou smrtí v roce 1891